# Felix Mambimbi
Felix Khonde Mambimbi (Fribourg, 18 januari 2001) is een Zwitsers-Congolees voetballer die doorgaans speelt als spits. In juli 2025 verruilde hij FC St. Gallen voor Le Havre.

## Clubcarrière
Mambimbi speelde vanaf zijn achtste in de jeugd van FC Schoenberg en hij stapte in 2014 over naar de opleiding van Young Boys. Hier debuteerde hij in de tweede helft van het seizoen 2018/19, op 17 februari 2019. Op die dag werd in de Super League gespeeld tegen FC Zürich. Door doelpunten van Christian Fassnacht en Nicolas Moumi Ngamaleu werd het duel met 2–0 gewonnen. Mambimbi moest van coach Gerardo Seoane op de reservebank beginnen en hij viel in de blessuretijd van de tweede helft in voor Ngamaleu. De aanvaller kwam op 19 oktober 2019 voor het eerst tot scoren. Na doelpunten van teamgenoten Jean-Pierre Nsame, Nicolas Bürgy en Gianluca Gaudino en een van tegenstander Gaëtan Karlen zorgde Mambimbi op aangeven van Marvin Spielmann voor de beslissende 4–1. Aan het einde van het seizoen 2020/21 besloten Young Boys en Mambimbi zijn contract te verlengen tot medio 2024.
Aan het begin van het seizoen 2022/23 werd de vleugelspeler voor het restant van de jaargang verhuurd aan SC Cambuur. Voor Cambuur speelde hij acht competitiewedstrijden en de club degradeerde aan het einde van het seizoen. Na zijn terugkeer mocht hij definitief vertrekken bij Young Boys, waarna FC St. Gallen hem voor twee jaar vastlegde. Na het aflopen van dit contract verkaste Mambimbi naar Le Havre.

## Clubstatistieken
| Seizoen | Club          | Competitie   | Competitie | Competitie | Beker | Beker | Internationaal | Internationaal | Totaal | Totaal |
| Seizoen | Club          | Competitie   | Wed.       | Dlp.       | Wed.  | Dlp.  | Wed.           | Dlp.           | Wed.   | Dlp.   |
| ------- | ------------- | ------------ | ---------- | ---------- | ----- | ----- | -------------- | -------------- | ------ | ------ |
| 2018/19 | Young Boys    | Super League | 2          | 0          | 0     | 0     | 0              | 0              | 2      | 0      |
| 2019/20 | Young Boys    | Super League | 17         | 1          | 3     | 1     | 2              | 0              | 22     | 2      |
| 2020/21 | Young Boys    | Super League | 31         | 6          | 1     | 0     | 11             | 2              | 43     | 8      |
| 2021/22 | Young Boys    | Super League | 25         | 3          | 2     | 0     | 8              | 1              | 35     | 4      |
| 2022/23 | Young Boys    | Super League | 0          | 0          | 0     | 0     | 3              | 0              | 3      | 0      |
| 2022/23 | → SC Cambuur  | Eredivisie   | 8          | 0          | 1     | 0     | —              | —              | 9      | 0      |
| 2023/24 | FC St. Gallen | Super League | 12         | 0          | 0     | 0     | —              | —              | 12     | 0      |
| 2024/25 | FC St. Gallen | Super League | 28         | 3          | 2     | 0     | 8              | 2              | 38     | 5      |
| 2025/26 | Le Havre      | Ligue 1      | 0          | 0          | 0     | 0     | —              | —              | 0      | 0      |
| Totaal  | Totaal        | Totaal       | 123        | 13         | 9     | 1     | 32             | 5              | 154    | 19     |

Bijgewerkt op 22 juli 2025.

## Erelijst
| Super League    | 3 | 2018/19, 2019/20, 2020/21 |
| Schweizer Pokal | 1 | 2019/20                   |